# Histoire du baseball (série télévisée)

Histoire du baseball (titre original : Baseball) est une série documentaire sur le baseball réalisée par Ken Burns. Elle a été diffusée pour la première fois en 1994 sur le réseau de télévision public américain PBS. Le premier épisode fut diffusé le 18 septembre 1994. 
Vainqueur d'un Emmy Award (Outstanding Informational Series) et nommé pour un autre (Outstanding Individual Achievement, Informational Programming), ce documentaire consacré à l'histoire du national pastime américain compte neuf épisodes (comme le nombre de manches d'un match de baseball) dans sa version originale. Diffusée pour la première fois en France par Planète en 1998, la série fut alors découpée en 18 épisodes d'une cinquantaine de minutes chacun. John Chancellor assure la voix off de la version originale. 

## Les dix épisodes
Première manche - Our GameDes origines du jeu à la fin du XIXe siècle.
Deuxième manche - Something Like A WarDe 1900 à 1910, avec notamment la formation de la Ligue américaine, son rapprochement avec la Ligue nationale et le portrait de Ty Cobb.
Troisième manche - The Faith of Fifty Million PeopleDe 1910 à 1920, avec notamment le scandale des Black Sox.
Quatrième manche - A National HeirloomDe 1920 à 1930, avec notamment les conséquences du scandale des Black Sox et l'arrivée de Babe Ruth dans le jeu.
Cinquième manche - Shadow BallDe 1930 à 1940, avec notamment la montée en puissance des Negro Leagues.
Sixième manche - The National PastimeDe 1940 à 1950, avec notamment l'arrivée en Ligue majeure de Jackie Robinson.
Septième manche - The Capital of BaseballDe 1950 à 1960, avec notamment l'opposition des trois grands clubs new-yorkais (New York Yankees, New York Giants et Brooklyn Dodgers) et le drame des transferts des Giants et des Dodgers vers d'autres cieux.
Huitième manche - A Whole New BallgameDe 1960 à 1970, avec notamment l'expansion de la Ligue majeure à travers tout le pays et les problèmes opposant joueurs et propriétaires.
Neuvième manche - HomeDe 1970 à 1994, avec notamment les évolutions du jeu et de son environnement.
Dixième mancheDe 1994 à 2010, avec notamment la grève des joueurs en 1994, la course au record de coups de circuit de Roger Maris en 1998, l'ère des stéroïdes et la fin de la malédiction du Bambino marquée par les deux victoires en Série mondiale des Red Sox de Boston.

## Les intervenants
De nombreuses personnalités participent à ce documentaire en relatant leurs souvenirs. Parmi ces personnalités, on citera 
- Roger Angell, journaliste (The New Yorker)
- Thomas Boswell, journaliste (Washington Post)
- Billy Crystal, acteur
- Mario Cuomo, ancien gouverneur de New York
- Gerald Early, professeur de lettres modernes à la université Washington de Saint-Louis
- Shelby Foote, écrivain et historien
- Doris Kearns Goodwin, écrivain et historien
- Stephen Jay Gould, biologiste
- George Plimpton, écrivain
- Shirley Povich, écrivain et journaliste (Washington Post)
- John Sayles, réalisateur (Eight Men Out en 1988, notamment)
- Studs Terkel, écrivain et journaliste
- George Will, journaliste politique
- Daniel Okrent, journaliste (The New York Times)
- Robert Creamer, écrivain et journaliste (Sports Illustrated)

De plus, le documentaire comprend des interviews d'archives. Parmi ces dernières citons 
- Henry Aaron
- Red Barber, commentateur télé
- Bob Costas, commentateur télé
- Bob Feller
- Curt Flood
- Bill "Spaceman" Lee
- Mickey Mantle
- Marvin Miller, syndicaliste
- Buck O'Neil
- Double Duty Radcliffe
- Rachel Robinson, épouse de Jackie Robinson
- Vin Scully, commentateur télé
- Ted Williams

## Récompenses
Emmy Award 1995
remporte la catégorie Outstanding Informational Series
nommé dans la catégorie Outstanding Individual Achievement, Informational Programming
Television Critics Association Awards 1995
remporte la catégorie Outstanding Achievement in Movies, Miniseries and Specials
remporte la catégorie Outstanding Achievement in Sports
American Cinema Editors 1995
nommé dans la catégorie Best Edited Episode from a Television Mini-Series, pour l'épisode 6